# Apaturopsis cleochares
Apaturopsis cleochares is een vlinder uit de familie van de Nymphalidae. De wetenschappelijke naam van de soort is voor het eerst geldig gepubliceerd in 1873 door William Chapman Hewitson.